# Gestió de tasques
La gestió de tasques és el procés de gestió d’una tasca a través del seu cicle de vida. Implica la planificació, testat, seguiment i elaboració d'informes i indicadors. La gestió de tasques pot ajudar els individus a assolir els seus objectius, o bé grups d’individus que col·laboren i comparteixen coneixements per assolir els objectius col·lectius. Les tasques també es poden diferenciar per complexitat, de baixa a alta.
La gestió eficaç de les tasques requereix gestionar tots els aspectes d’una tasca, inclosos el seu estat, prioritat, temps, assignacions de recursos humans i financers, recurrència, dependència, notificacions, etc. Aquests es poden agrupar a grans trets en les activitats bàsiques de gestió de tasques.
La gestió de diverses tasques d’equips o d’individus pot ser assistida per programes especialitzats, per exemple, programes de flux de treball o de gestió de projectes. De fet, es considera que la gestió de tasques hauria de servir de base per a les activitats de la gestió de projectes.
La gestió de tasques pot formar part de la gestió de projectes i la gestió de processos i pot servir de base per a un flux de treball eficient en una organització. Els gestors de projectes que treballen amb gestió orientada a tasques tenen un calendari detallat i actualitzat del projecte i solen dirigir els membres de l'equip i fer avançar el projecte.

## Cicle de vida de la tasca
Els estats d'una tasca són el que descriuen el seu grau de progrés:
- Preparada
- Assignada
- Finalitzada
- Caducada
- Reenviada
- Començada
- Acabada
- Verificada
- En pausa
- Fallida

El següent autòmat finit descriu els diferents estats d'una tasca al llarg del seu cicle de vida. Aquest diagrama s'atribueix a IBM.

## Activitats recolzades per tasques
Com a disciplina, la gestió de tasques inclou diverses activitats clau. Existeixen diversos desglossaments conceptuals, que a grans trets acostumen a incloure activitats creatives, funcionals, de projecte, de rendiment i de servei.
- Les activitats creatives pertanyen a la creació de tasques. En concret, haurien de permetre la planificació de tasques, la pluja d’idees, la creació, l'elaboració, l’aclariment, l’organització, el desglossament, l’orientació i la priorització preliminar.
- Les activitats funcionals pertanyen a recursos humans, a les vendes, a la qualitat o a altres àrees de gestió, amb l’objectiu final d’assegurar la producció de productes i serveis finals per al seu lliurament als clients. En concret, aquestes haurien de permetre la planificació, el rendiment de comptes, el seguiment, la priorització, la configuració, la delegació i la gestió de tasques.
- Les activitats de projecte es refereixen a la planificació i la presentació d'informes de temps i costos. Aquestes poden abastar múltiples activitats funcionals, però sempre són més àmplies i amb un propòsit més gran que la suma de les seves parts. En concret, les activitats de projecte haurien de permetre el desglossament de tasques del projecte també conegudes com a estructura del desglossament del treball, assignació de tasques, inventari al llarg dels projectes i accés simultani a les bases de dades de tasques.
- Les activitats de servei pertanyen a la prestació de serveis a clients i els interns de la pròpia empresa, inclosa la gestió de la relació amb la clientela i la gestió del coneixement. En concret, haurien de permetre adjuntar fitxers i enllaços a tasques, gestió de documents, gestió de drets d’accés, registres de clients i empleats, gestió de comandes i trucades i tasques d’anotació (notes de text).
- Les activitats de rendiment fan referència al seguiment del rendiment i el compliment de les tasques assignades. En concret, haurien de permetre el seguiment per temps, control de costos, grups d'interès i prioritats, gràfics, informes exportables, actualitzacions d'estat, ajustos de terminis i registre d'activitats.
- Les activitats d'informes fan referència a la presentació d'informació relativa al rendiment de comptes de les altres cinc activitats enumerades, inclosa la visualització gràfica.

## Programari de gestió de tasques
Les eines de programari de gestió de tasques abunden en el mercat. Algunes són gratuïtes; d'altres estan destinades a aplicacions en entorns empresarials. Alguns són llistes de tasques simples compatibles amb projectes individuals senzills, mentre que d'altres compten amb funcions de creació, visualització i notificació de tasques a tota l'empresa, entre d'altres, i poden ser utilitzades des de micro i petites empreses fins a grans empreses.
El programari de gestió de projectes, el calendari electrònic i el programari de flux de treball sovint també proporcionen programari de gestió de tasques amb suport avançat per a les activitats de gestió de tasques i de les funcions associades, alternant la infinitat d’activitats de projecte i rendiment integrades en la majoria dels bons productes de programari de gestió de tasques a nivell empresarial.
Les funcions del programari que integren gairebé tots els tipus de productes de gestió de tasques inclouen creació de tasques, visualització de tasques, notificacions, assignació de recursos, compatibilitat, opcions de configuració, escalabilitat i informes.
- La creació de tasques inclou capacitats de col·laboració per convertir idees en accions (tasques). Això inclou activitats relacionades amb la definició de la tasca i inclou la col·laboració necessària en el procés de planificació.
- La visualització de tasques inclou la presentació de tasques, sovint mitjançant formularis de temps i llista. La visualització per prioritat inclou la classificació (per exemple, pressupost, temps, grups d'interès) i el mecanisme (per exemple, codi de color o text). El calendari cobreix la programació (per exemple, disponibilitat, reunions, cites i altres possibles conflictes) i notificacions.
- Les notificacions inclouen opcions configurables per informar de terminis passats, presents i pendents.
- L’assignació de recursos inclou la possibilitat de delegar tasques i eines a persones individuals o múltiples.
- La compatibilitat inclou la capacitat d'un entorn de gestió de tasques per connectar-se a altres sistemes, programari i entorns. Inclou establir una estructura i restriccions en la comunicació que van des de l'entorn de gestió de tasques a altres programes, sistemes i entorns.
- Les opcions de configuració inclouen la possibilitat d'afegir, eliminar i gestionar funcionalitats i usabilitat en entorns de gestió de tasques.
- L'escalabilitat inclou la capacitat de realitzar una tasca correctament quan es fa un canvi en la quantitat d’usuaris per complir els requisits específics de la tasca.
- La presentació d'informes inclou la presentació d'informació mitjançant la visualització en forma de taula o gràfica.